# Azerbajdzjans Grand Prix 2022
Azerbajdzjans Grand Prix 2022, officiellt Formula 1 Azerbaijan Grand Prix 2022, var ett Formel 1-lopp som kördes den 12 juni 2022 på Baku City Circuit i Baku i Azerbajdzjan. Loppet var det åttonde loppet ingående i Formel 1-säsongen 2022 och kördes över 51 varv.
Max Verstappen vann loppet för första gången i sin karriär medan Charles Leclerc var den första föraren att ta två pole positions vid banan.

## Bakgrund

### Ställning i mästerskapet före loppet
| Pos. | Förare            | Poäng |
| ---- | ----------------- | ----- |
| 1    | Max Verstappen    | 125   |
| 2    | Charles Leclerc   | 116   |
| 3    | Sergio Pérez      | 110   |
| 4    | George Russell    | 84    |
| 5    | Carlos Sainz, Jr. | 83    |

| Pos. | Konstruktör        | Poäng |
| ---- | ------------------ | ----- |
| 1    | Red Bull           | 235   |
| 2    | Ferrari            | 199   |
| 3    | Mercedes           | 134   |
| 4    | McLaren-Mercedes   | 59    |
| 5    | Alfa Romeo-Ferrari | 41    |

- Notering: Endast de fem bästa placeringarna i vardera mästerskap finns med på listorna.

### Deltagare
Förarna och teamen var desamma som säsongens anmälningslista utan ytterligare förare för tävlingen. 

### Däckval
Däckleverantören Pirelli tar med sig däckblandningarna C3, C4 och C5 (betecknade hårda, medium respektive mjuka) för stallen att använda under tävlingshelgen.

## Träningspassen
De två första träningspassen ägde rum den 10 juni 2022 kl. 15:00-16:00 respektive 18:00-19:00 lokal tid (UTC+04:00) och den tredje träningen var från början planerad att äga rum den 11 juni kl. 15:00 lokal tid, men försenades fram till kl. 15:15 lokal tid på grund av en krasch i F2-sprinten tidigare under eftermiddagen.

## Kvalet
Charles Leclerc för Ferrari tog pole position följt av Red Bull-förarna Sergio Pérez och Max Verstappen.
| Pos.                    | Nr. | Förare            | Konstruktör           | Kvaltider | Kvaltider | Kvaltider | Start- grid |
| Pos.                    | Nr. | Förare            | Konstruktör           | Q1        | Q2        | Q3        | Start- grid |
| ----------------------- | --- | ----------------- | --------------------- | --------- | --------- | --------- | ----------- |
| 1                       | 16  | Charles Leclerc   | Ferrari               | 1:42,865  | 1:42,046  | 1:41,359  | 1           |
| 2                       | 11  | Sergio Pérez      | Red Bull              | 1:42,733  | 1:41,955  | 1:41,641  | 2           |
| 3                       | 1   | Max Verstappen    | Red Bull              | 1:42,722  | 1:42,227  | 1:41,706  | 3           |
| 4                       | 55  | Carlos Sainz, Jr. | Ferrari               | 1:42,957  | 1:42,088  | 1:41,814  | 4           |
| 5                       | 63  | George Russell    | Mercedes              | 1:43,754  | 1:43,281  | 1:42,712  | 5           |
| 6                       | 10  | Pierre Gasly      | Alpha Tauri           | 1:43,268  | 1:43,129  | 1:42,845  | 6           |
| 7                       | 44  | Lewis Hamilton    | Mercedes              | 1:43,939  | 1:43,182  | 1:42,924  | 7           |
| 8                       | 22  | Yuki Tsunoda      | Alpha Tauri           | 1:43,595  | 1:43,376  | 1:43,056  | 8           |
| 9                       | 5   | Sebastian Vettel  | Aston Martin-Mercedes | 1:43,279  | 1:43,268  | 1:43,091  | 9           |
| 10                      | 14  | Fernando Alonso   | Alpine-Renault        | 1:44,083  | 1:43,360  | 1:43,173  | 10          |
| 11                      | 4   | Lando Norris      | McLaren-Mercedes      | 1:44,237  | 1:43,398  | N/A       | 11          |
| 12                      | 3   | Daniel Ricciardo  | McLaren-Mercedes      | 1:44,437  | 1:43,574  | N/A       | 12          |
| 13                      | 31  | Esteban Ocon      | Alpine-Renault        | 1:43,903  | 1:43,585  | N/A       | 13          |
| 14                      | 24  | Zhou Guanyu       | Alfa Romeo-Ferrari    | 1:43,777  | 1:43,790  | N/A       | 14          |
| 15                      | 77  | Valtteri Bottas   | Alfa Romeo-Ferrari    | 1:44,478  | 1:44,444  | N/A       | 15          |
| 16                      | 20  | Kevin Magnussen   | Haas-Ferrari          | 1:44,643  | N/A       | N/A       | 16          |
| 17                      | 23  | Alexander Albon   | Williams-Mercedes     | 1:44,719  | N/A       | N/A       | 17          |
| 18                      | 6   | Nicholas Latifi   | Williams-Mercedes     | 1:45,367  | N/A       | N/A       | 18          |
| 19                      | 18  | Lance Stroll      | Aston Martin-Mercedes | 1:45,371  | N/A       | N/A       | 19          |
| 20                      | 47  | Mick Schumacher   | Haas-Ferrari          | 1:45,775  | N/A       | N/A       | 20          |
| 107 %-gränsen: 1:49,912 |     |                   |                       |           |           |           |             |
| Källor:                 |     |                   |                       |           |           |           |             |

## Loppet
Red Bull-föraren Max Verstappen vann loppet följt av stallkamraten Sergio Pérez på andra plats följt av Mercedes-föraren George Russell på tredje plats.
| Pos.                                               | Nr. | Förare            | Konstruktör           | Varv | Tid/Bröt    | Grid | Poäng |
| -------------------------------------------------- | --- | ----------------- | --------------------- | ---- | ----------- | ---- | ----- |
| 1                                                  | 1   | Max Verstappen    | Red Bull              | 51   | 1:34:05,941 | 3    | 261   |
| 2                                                  | 11  | Sergio Pérez      | Red Bull              | 51   | +20,823s    | 2    | 18    |
| 3                                                  | 63  | George Russell    | Mercedes              | 51   | +45,995s    | 5    | 15    |
| 4                                                  | 44  | Lewis Hamilton    | Mercedes              | 51   | +71,679s    | 7    | 12    |
| 5                                                  | 10  | Pierre Gasly      | Alpha Tauri           | 51   | +77,299s    | 6    | 10    |
| 6                                                  | 5   | Sebastian Vettel  | Aston Martin-Mercedes | 51   | +84,099s    | 9    | 8     |
| 7                                                  | 14  | Fernando Alonso   | Alpine-Renault        | 51   | +88,596s    | 10   | 6     |
| 8                                                  | 3   | Daniel Ricciardo  | McLaren-Mercedes      | 51   | +92,207s    | 12   | 4     |
| 9                                                  | 4   | Lando Norris      | McLaren-Mercedes      | 51   | +92,556s    | 11   | 2     |
| 10                                                 | 31  | Esteban Ocon      | Alpine-Renault        | 51   | +108,184s   | 13   | 1     |
| 11                                                 | 77  | Valtteri Bottas   | Alfa Romeo-Ferrari    | 50   | +1 varv     | 15   |       |
| 12                                                 | 23  | Alexander Albon   | Williams-Mercedes     | 50   | +1 varv     | 17   |       |
| 13                                                 | 22  | Yuki Tsunoda      | Alpha Tauri           | 50   | +1 varv     | 8    |       |
| 14                                                 | 47  | Mick Schumacher   | Haas-Ferrari          | 50   | +1 varv     | 20   |       |
| 15                                                 | 6   | Nicholas Latifi   | Williams-Mercedes     | 50   | +1 varv     | 18   |       |
| 16                                                 | 18  | Lance Stroll      | Aston Martin-Mercedes | 46   | DNF         | 19   |       |
| RET                                                | 20  | Kevin Magnussen   | Haas-Ferrari          | 31   | DNF         | 16   |       |
| RET                                                | 24  | Zhou Guanyu       | Alfa Romeo-Ferrari    | 23   | DNF         | 14   |       |
| RET                                                | 16  | Charles Leclerc   | Ferrari               | 21   | Motor       | 1    |       |
| RET                                                | 55  | Carlos Sainz, Jr. | Ferrari               | 8    | Bromsarna   | 4    |       |
| Snabbaste varvet: Sergio Pérez, Red Bull, 1:46,046 |     |                   |                       |      |             |      |       |
| Källor:                                            |     |                   |                       |      |             |      |       |

Noter
- ^1  – Inkluderar en extra poäng för snabbaste varv.

## Ställning i mästerskapet efter loppet
| Pos.  | Förare            | Poäng |
| ----- | ----------------- | ----- |
| 1 ▬   | Max Verstappen    | 150   |
| 2 ▲ 1 | Sergio Pérez      | 129   |
| 3 ▼ 1 | Charles Leclerc   | 116   |
| 4 ▬   | George Russell    | 99    |
| 5 ▬   | Carlos Sainz, Jr. | 83    |

| Pos. | Konstruktör      | Poäng |
| ---- | ---------------- | ----- |
| 1 ▬  | Red Bull         | 279   |
| 2 ▬  | Ferrari          | 199   |
| 3 ▬  | Mercedes         | 161   |
| 4 ▬  | McLaren-Mercedes | 65    |
| 5 ▬  | Alpine-Renault   | 47    |

- Notering: Endast de fem bästa placeringarna i vardera mästerskap finns med på listorna.